# Cabari
I Cabari (in greco Κάβαροι?, Kabaroi) o Cavari erano una confederazione di popoli turchi che viveva nel territorio della moderna Ucraina orientale nel IX secolo e che si unì agli Ungari nel loro processo di migrazione verso ovest, culminato con la conquista magiara del bacino dei Carpazi. 

## Storia
I Cabari composti da tre tribù cazare che si erano ribellate al khagan dei cazaro in un momento imprecisato dello stesso secolo. La ribellione dovette assumere una risonanza abbastanza ampia, considerando che viene descritta nel De administrando imperio, un'opera storica realizzata dall'imperatore bizantino Costantino VII Porfirogenito. I Cabari furono scacciati dal khaganato una volta che la loro insurrezione venne sedata e trovarono rifugio presso la confederazione tribale degli Ungari chiamata Hétmagyar. Porfirogenito scrive anche che i Cabari «furono particolarmente apprezzati» perché si mostravano «i più forti e valorosi» tra le tribù attive all'epoca. Per questa ragione, i Cabari agirono nei combattimenti da avanguardia per i Magiari, poiché le comunità nomadi ponevano sempre le tribù associate nella posizione più vulnerabile. Le tre tribù cabare accompagnarono i magiari nel loro processo di migrazione dalla steppa pontico-caspica verso la pianura pannonica, prendendo dunque attivamente parte alla conquista del bacino dei Carpazi.
Intorno all'833, la confederazione ungara viveva in Levédia, una regione geografica individuata dagli storici tra il fiume Don e lo Dnepr e vassalla del dominio cazaro. Intorno all'850 o all'860, una svolta scacciati dalla Levedia a causa delle aggressioni dei Peceneghi, gli Ungari e i Cabari si spinsero verso l'Etelköz. Il bacino del fiume Danubio venne raggiunto dalle tribù magiare soltanto intorno all'880. Poco dopo, l'imperatore bizantino Leone VI il Saggio, impegnato in guerra con il Primo Impero Bulgaro guidato da Simeone I, chiese il loro supporto. I Magiari, guidati da Árpád, attraversarono il Danubio e invasero la Bulgaria. I Bulgari si rivolsero allora in cerca di aiuto ai Peceneghi, i nuovi padroni della steppa, che attaccarono gli Ungari da est e li costrinsero a fuggire sulle montagne della Transilvania. In quel frangente, Arnolfo di Carinzia, re dei Franchi orientali, impegnato in guerra con il sovrano Svatopluk I, re della Grande Moravia, decise di rivolgersi in cerca di ausilio anche agli Ungari. Gli Ungari sconfissero Svatopluk, che morì in una battaglia combattuta nell'895. La Grande Moravia gradualmente finì per dissolversi e gli Ungari si stabilirono definitivamente nel territorio della moderna Ungheria tra il 900 e il 910.
Alcuni Cabari si stabilirono nella regione del Bihar, poi inglobata nel futuro regno d'Ungheria, e in Transilvania. Alcuni storici ritengono che il personaggio delle Gesta Hungarorum Marot e suo nipote Menumorut, duca di Biharia, fossero di origine cabara. Uno dei nomi presenti sulla Carta di Kiev, un documento scritto nel 930, è Kiabar, il che potrebbe suggerire che anche i Cabari si stabilirono nell'odierna capitale ucraina. A livello religioso questo popolo, che contava forse anche qualche elemento ebraico, abbracciavano il cristianesimo, l'islam o lo sciamanesimo.

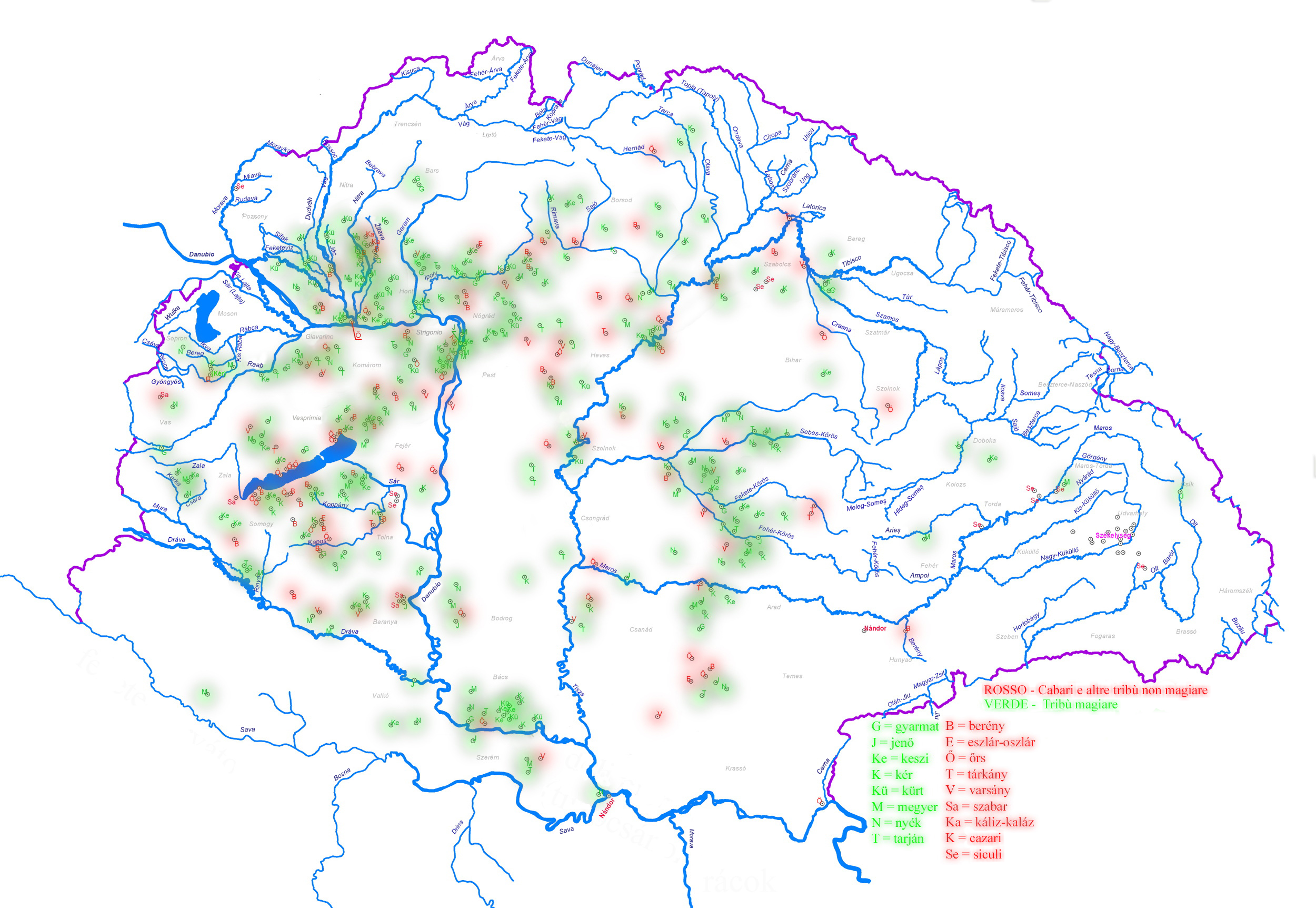
Insediamenti che devono il proprio nome a una tribù magiara o non magiara secondo lo studioso Sándor Török. È lecito pensare che esse potrebbero indicare le località dove quelle comunità vissero

La presenza di un'aristocrazia turca tra gli Ungari spiegherebbe l'usanza bizantina in base al quale, nello scambio di ambasciatori al tempo di Costantino Porfirogenito, i governanti ungheresi venivano chiamati «Principi dei Turchi».
I Cabari furono infine assimilati dalle comunità magiare, lasciando però varie tracce culturali e linguistiche, come ad esempio dei toponimi geografici nella pianura pannonica. Alcuni ricercatori ritengono che i Siculi discendano da loro.

### Fonti primarie
- (EN) Costantino Porfirogenito, De administrando imperio, a cura di Gyula Moravcsik, traduzione di Romillyi J. H. Jenkins, Dumbarton Oaks Center for Byzantine Studies, 1967, ISBN 0-88402-021-5.

### Fonti secondarie
- (EN) Kevin Alan Brook, The Jews of Khazaria, 2ª ed., Rowman & Littlefield Publishers, 2006, ISBN 978-14-42-20302-0.
- (EN) Kevin Alan Brook, The Jews of Khazaria, 3ª ed., Rowman & Littlefield, 2018, ISBN 978-15-38-10343-2.
- (EN) Pál Engel, The Realm of St Stephen: A History of Medieval Hungary, 895-1526, I.B. Tauris Publishers, 2001, ISBN 978-1-86064-061-2.
- (EN) René Grousset, The Empire of the Steppes: A History of Central Asia, Rutgers University Press, 1970, ISBN 978-08-13-51304-1.
- (EN) Gyula Kristó, Hungarian History in the Ninth Century, Szegedi Középkorász Műhely, 1996, ISBN 978-1-4039-6929-3.
- (EN) András Róna-Tas, Hungarians and Europe in the Early Middle Ages: An Introduction to Early Hungarian History, CEU Press, 1999, ISBN 978-963-9116-48-1.
- (EN) Victor Spinei, The Great Migrations in the East and South East of Europe from the Ninth to the Thirteenth Century, 2003, ISBN 978-973-85894-5-2.
- (EN) Peter F. Sugar e Péter Hanák, A History of Hungary, Indiana University Press, 1994.

| Controllo di autorità | BNF (FR) cb167207503 (data) |